# Chapelle Notre-Dame-de-Cahuzac de Gimont
La chapelle Notre-Dame-de-Cahuzac de Gimont est une chapelle catholique située à Gimont, en France. 
Lieu de pèlerinage marial depuis le XVIe siècle.
La chapelle ainsi que le portail d'entrée du bâtiment accolé sont inscrits à l'inventaire des monuments historiques depuis 2017.

## Localisation
La chapelle est campée sur la rive gauche de la Gimone, à la limite de l'ancien diocèse d'Auch, à environ 1 km par la RN 124 et la D 12 en direction de Saramon.

## Historique

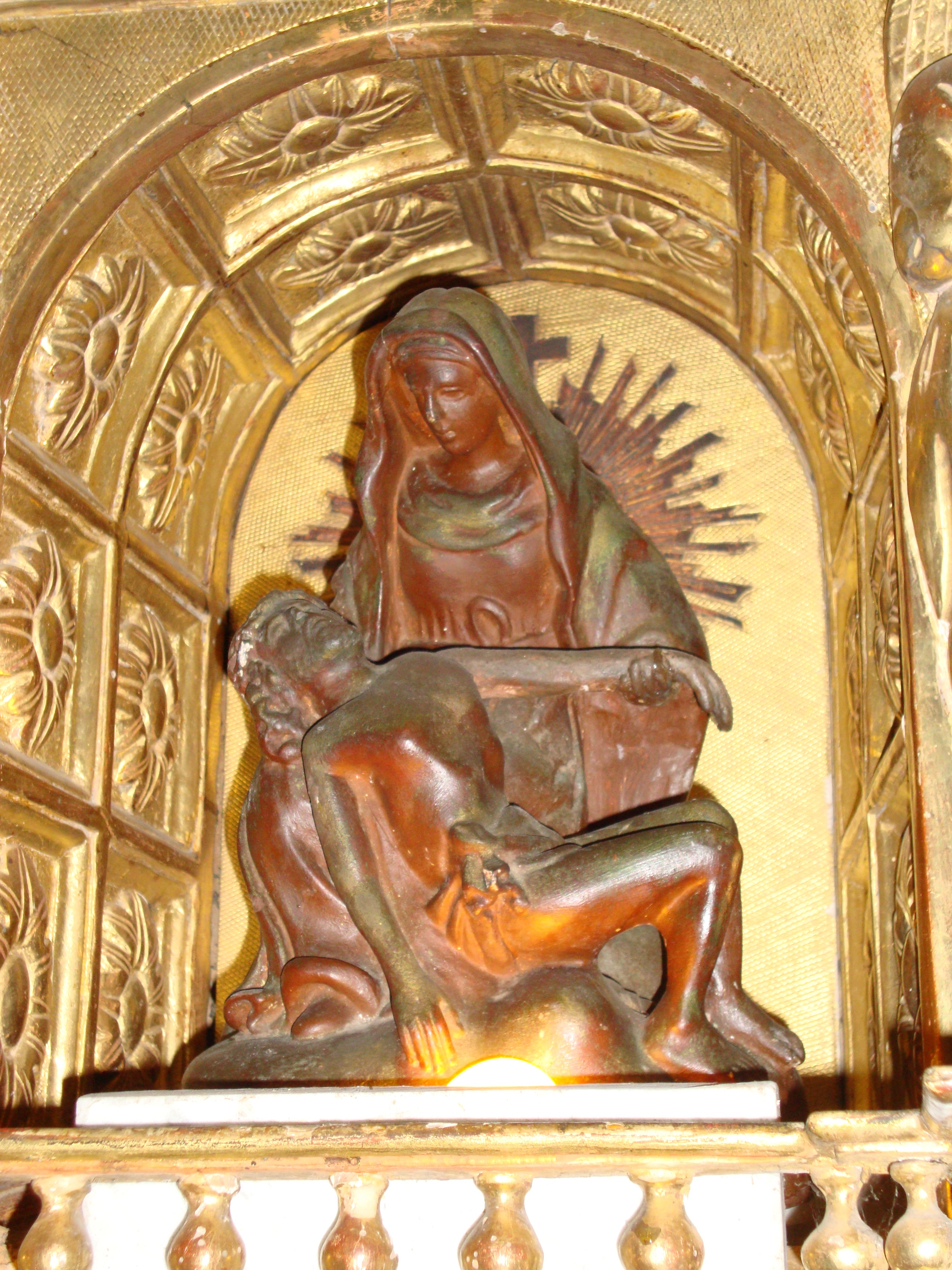
La pietà.

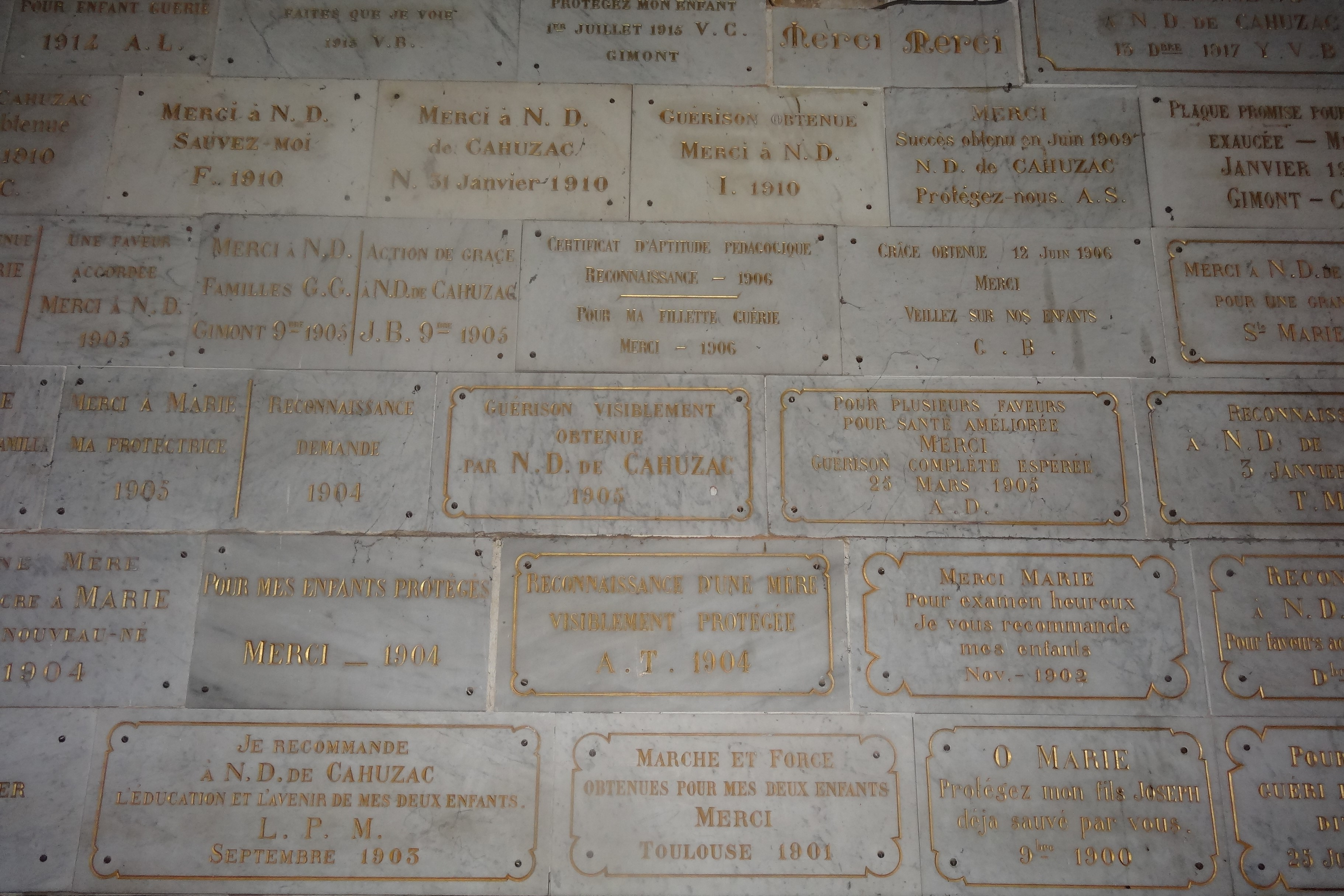
Nombreuses plaques de marbres.

Elle fut de tout temps chérie des évêques d'Auch. Elle est liée à la découverte miraculeuse en 1513, par un jeune berger, d'une statue de la Vierge vénérée sous le nom de « Notre-Dame de l'Orme ». On construisit peu de temps après la chapelle : de 1515 à 1524.
Le bâtiment est en brique. Son plan est une réduction de l'église voisine de Gimont. 
L'intérieur est pourvu d'un riche mobilier : 3 vitraux du XVIe siècle, retables de la fin XVIe-début XVIIe siècle. C'est un des lieux de pèlerinage marial les plus anciens de la Gascogne, impliquant la pose de nombreux médaillons, ex-votos et plaques de marbres à l’intérieur de l’édifice. 
Elle a été rénovée en 2013 mais présente toujours des dégradations.

## Description

### Intérieur

#### Chapelle de la Vierge à l'Enfant
Les peintures de la voûte représentent les vertus cardinales à savoir la prudence, la tempérance, la force d'âme et la justice.

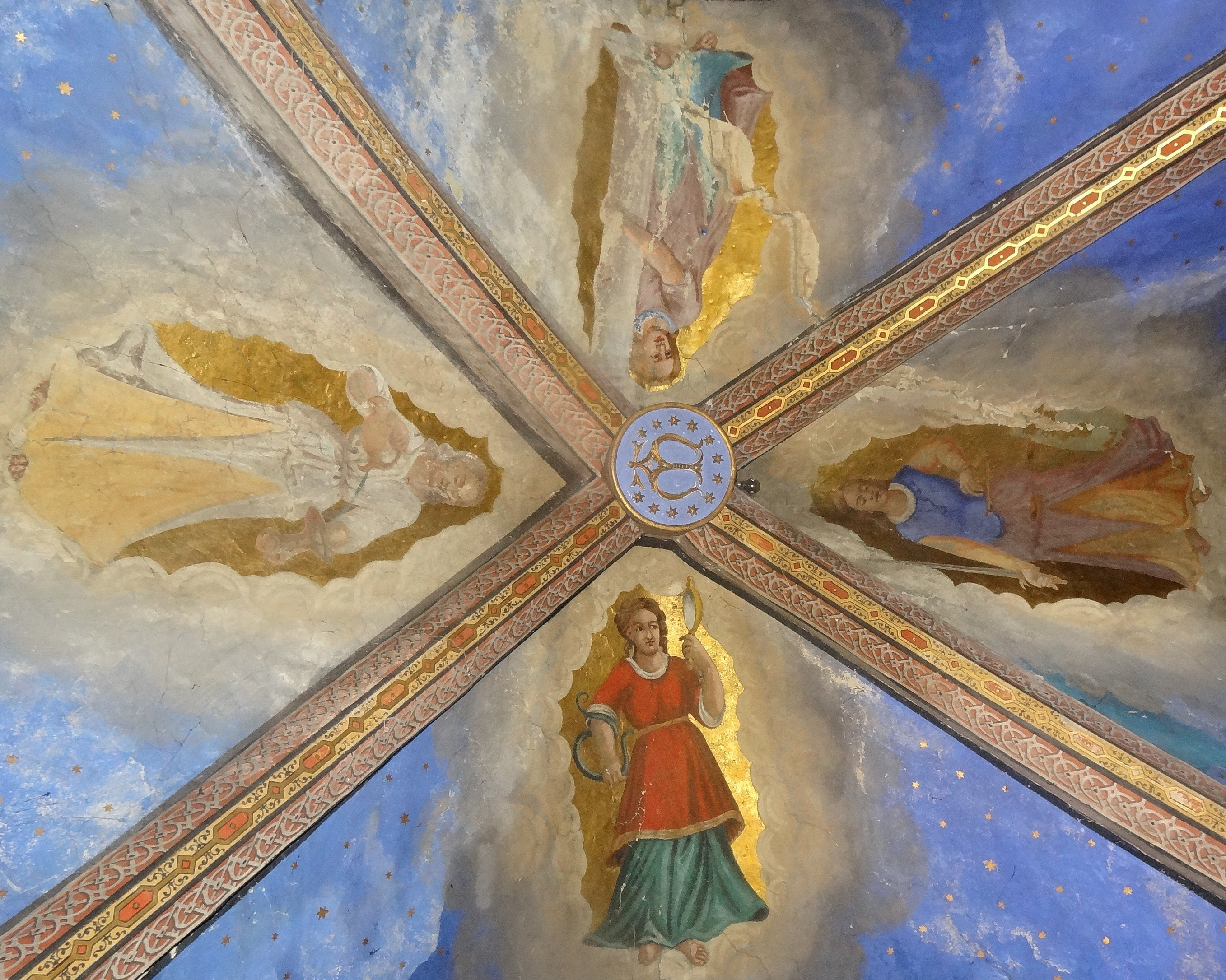
Peintures de la voute.
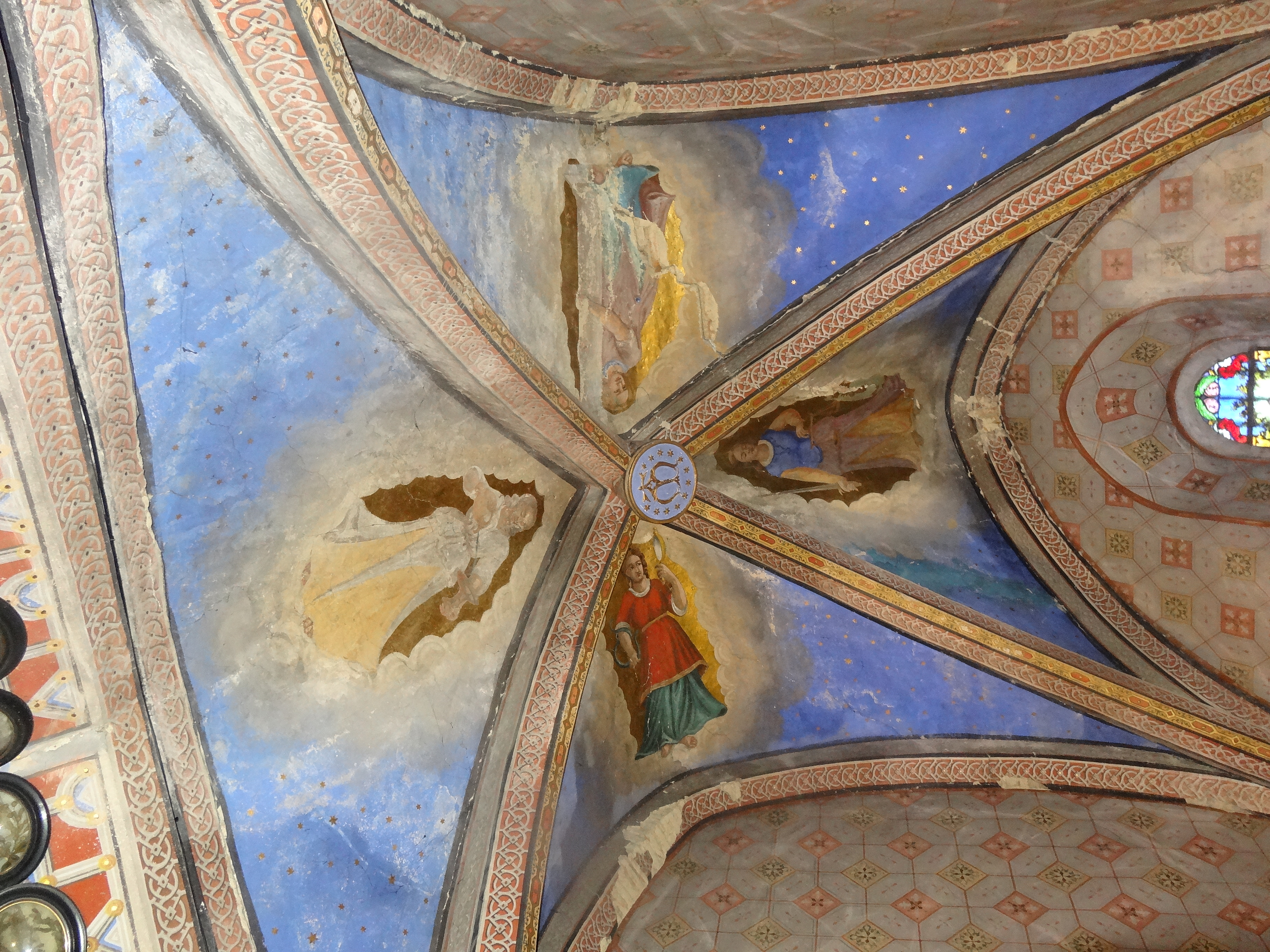
Autre vue des peintures.
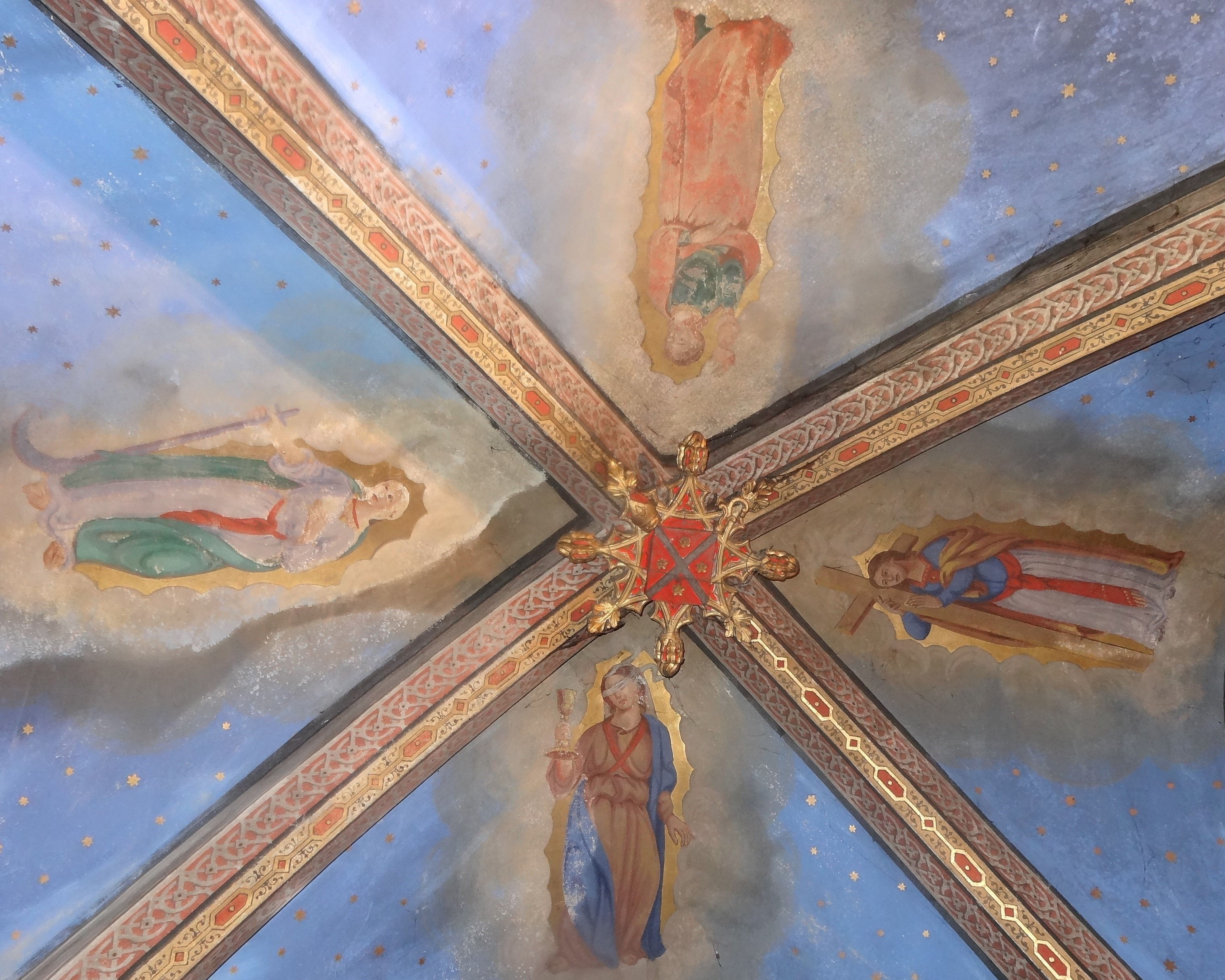
Autres peintures.
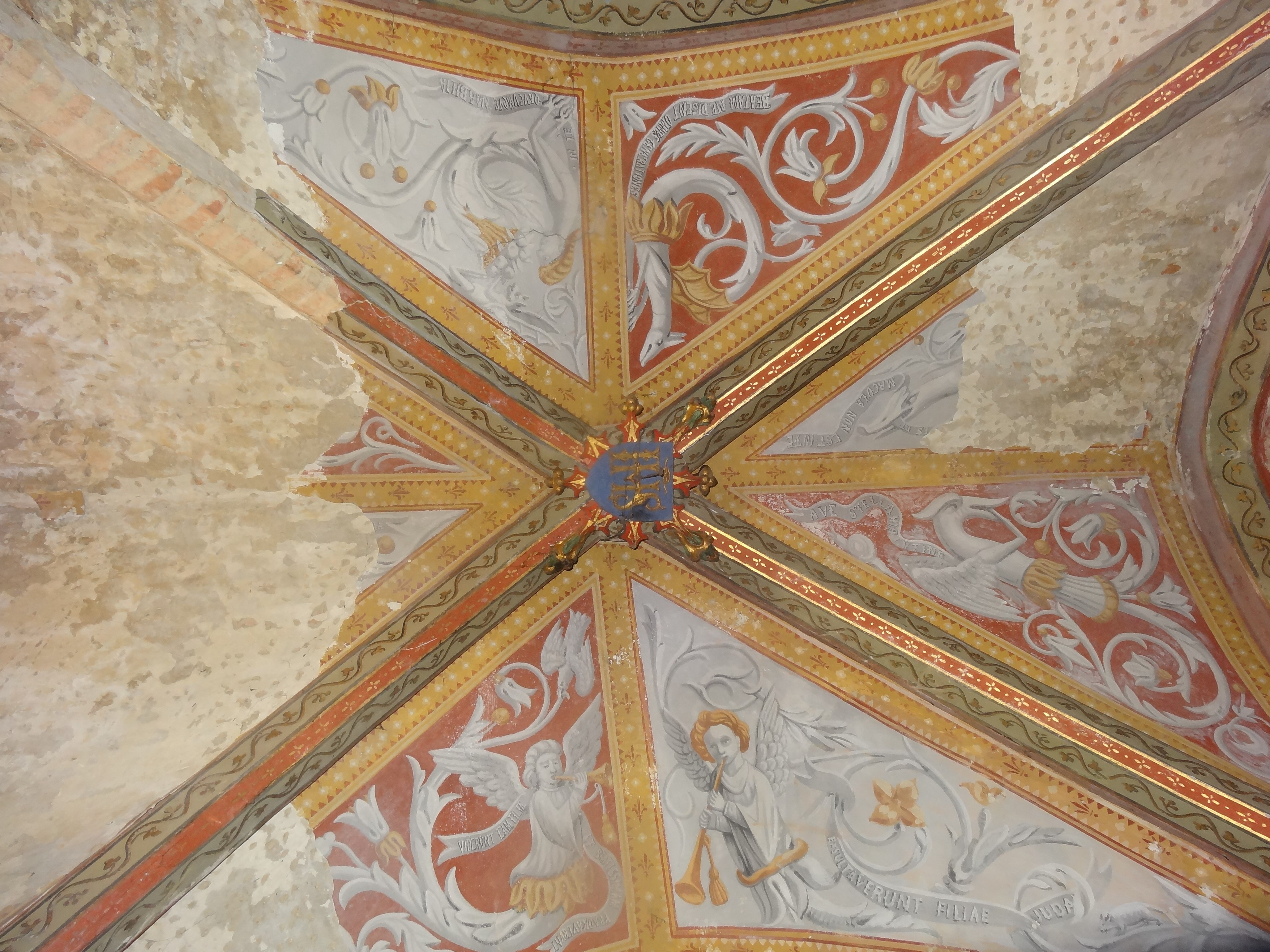
Autres peintures.

#### Lechœur
La peinture de la façade du maître autel représente la Cène.

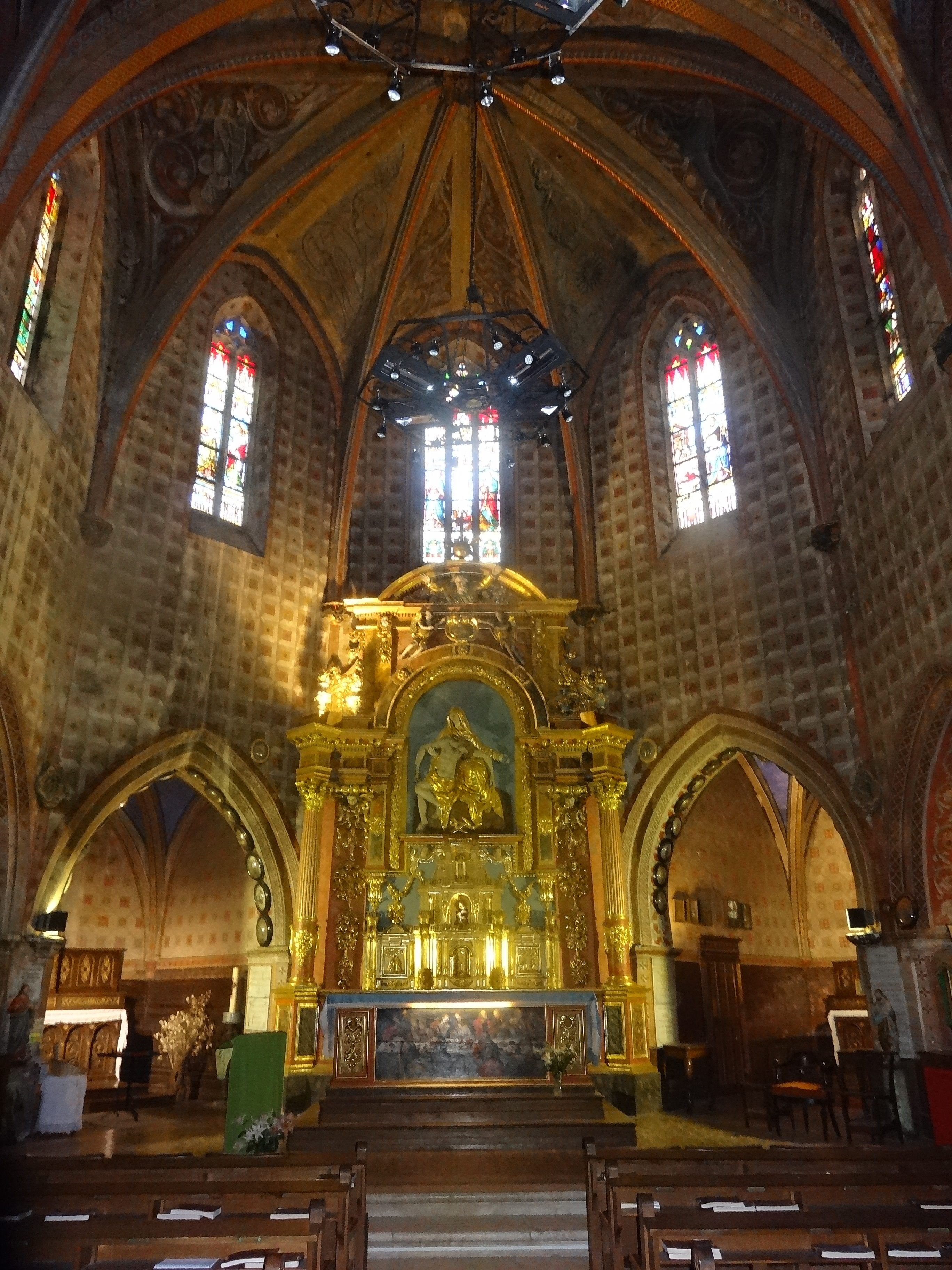
Le chœur.
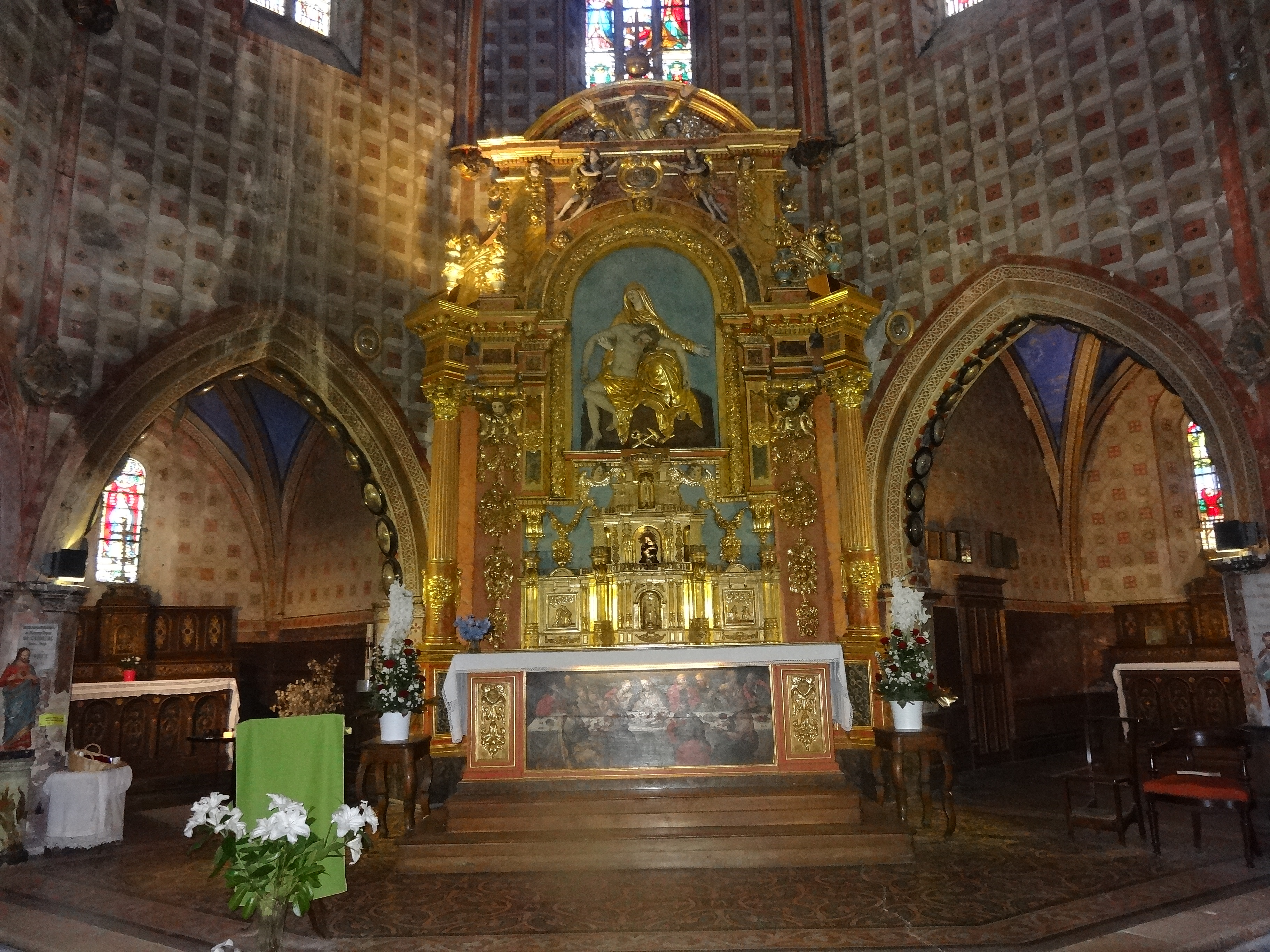
Autre vue du chœur.
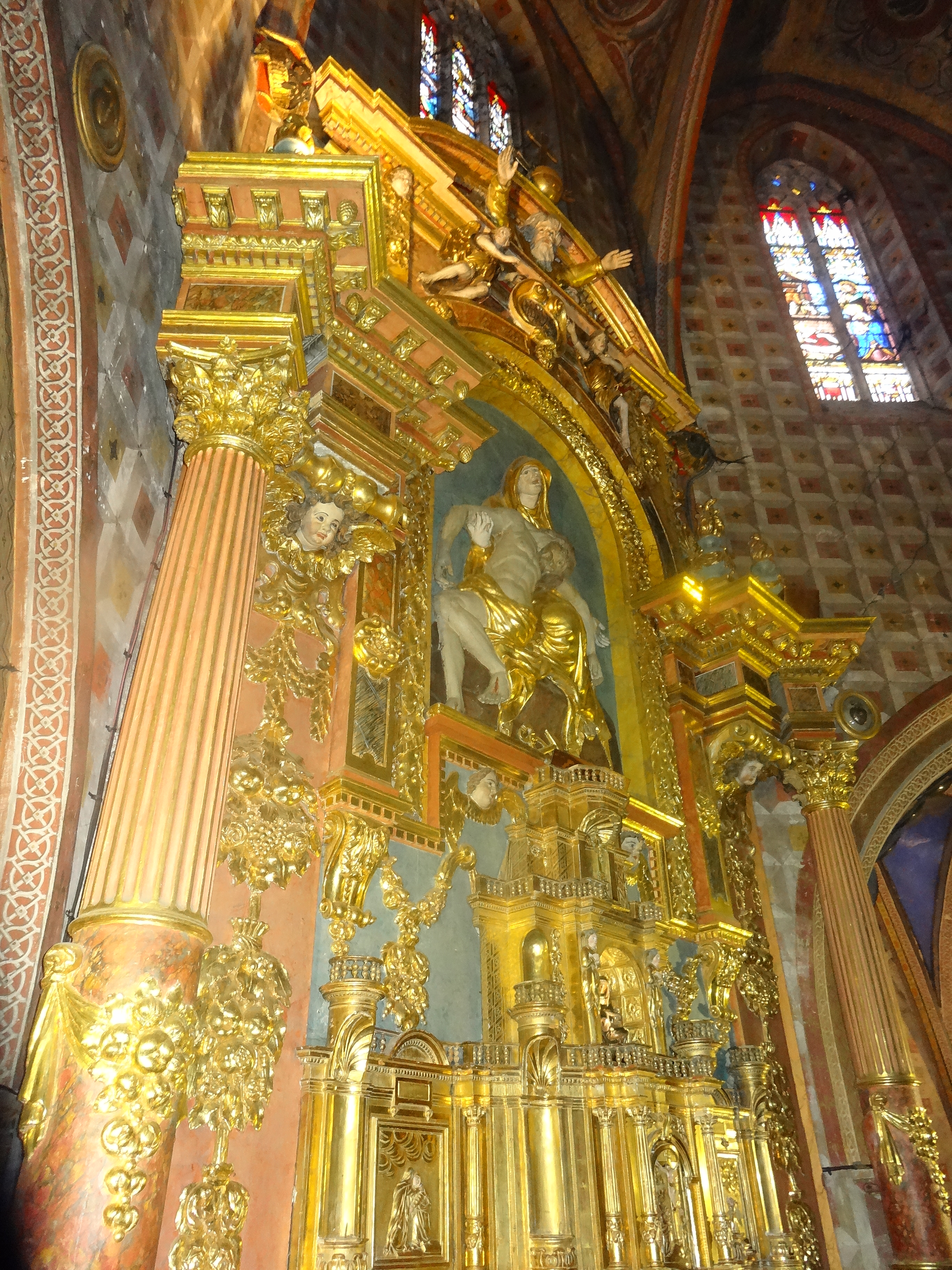
Détails du retable.
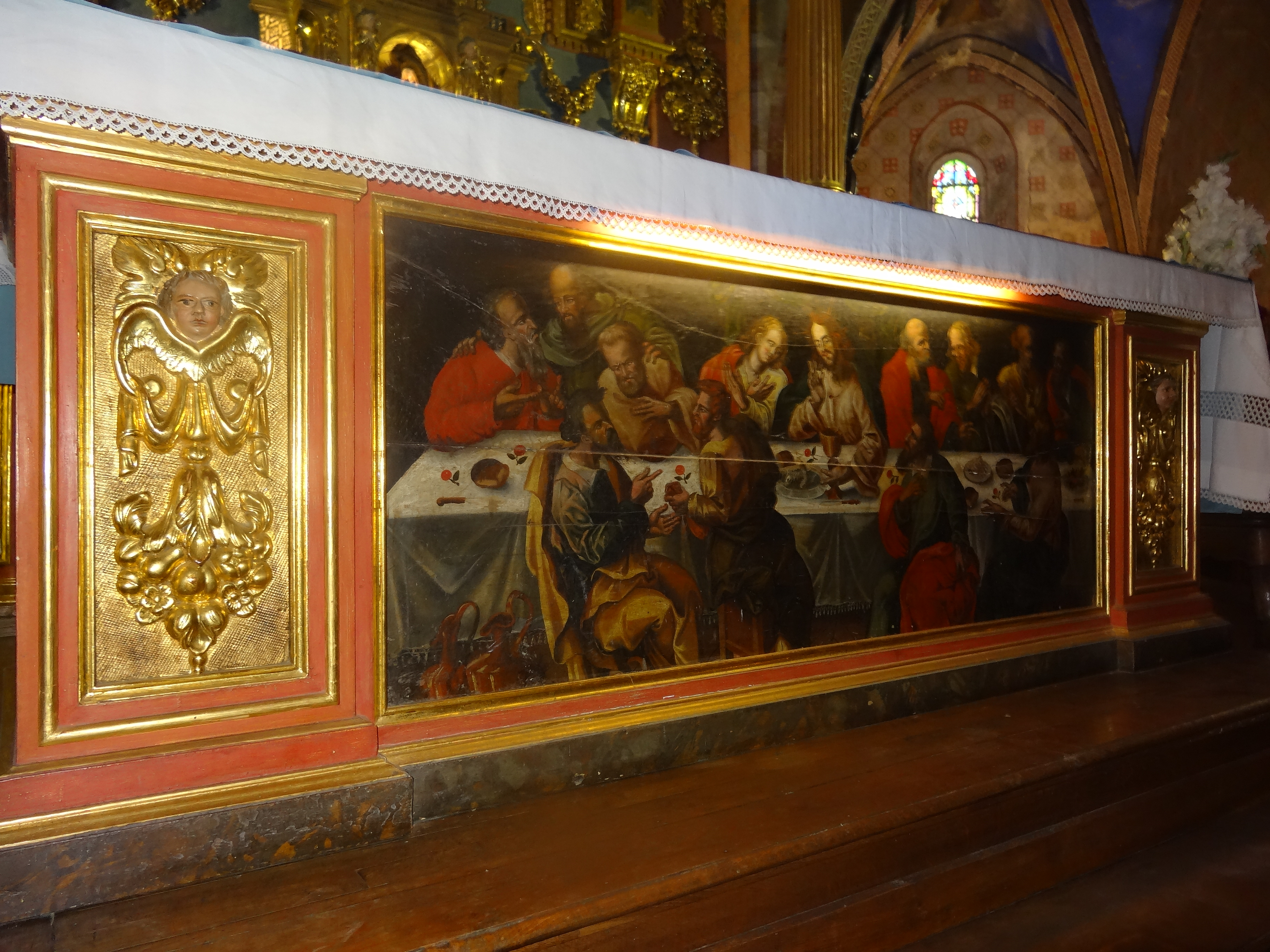
Représentation de la Cène.

## Galerie

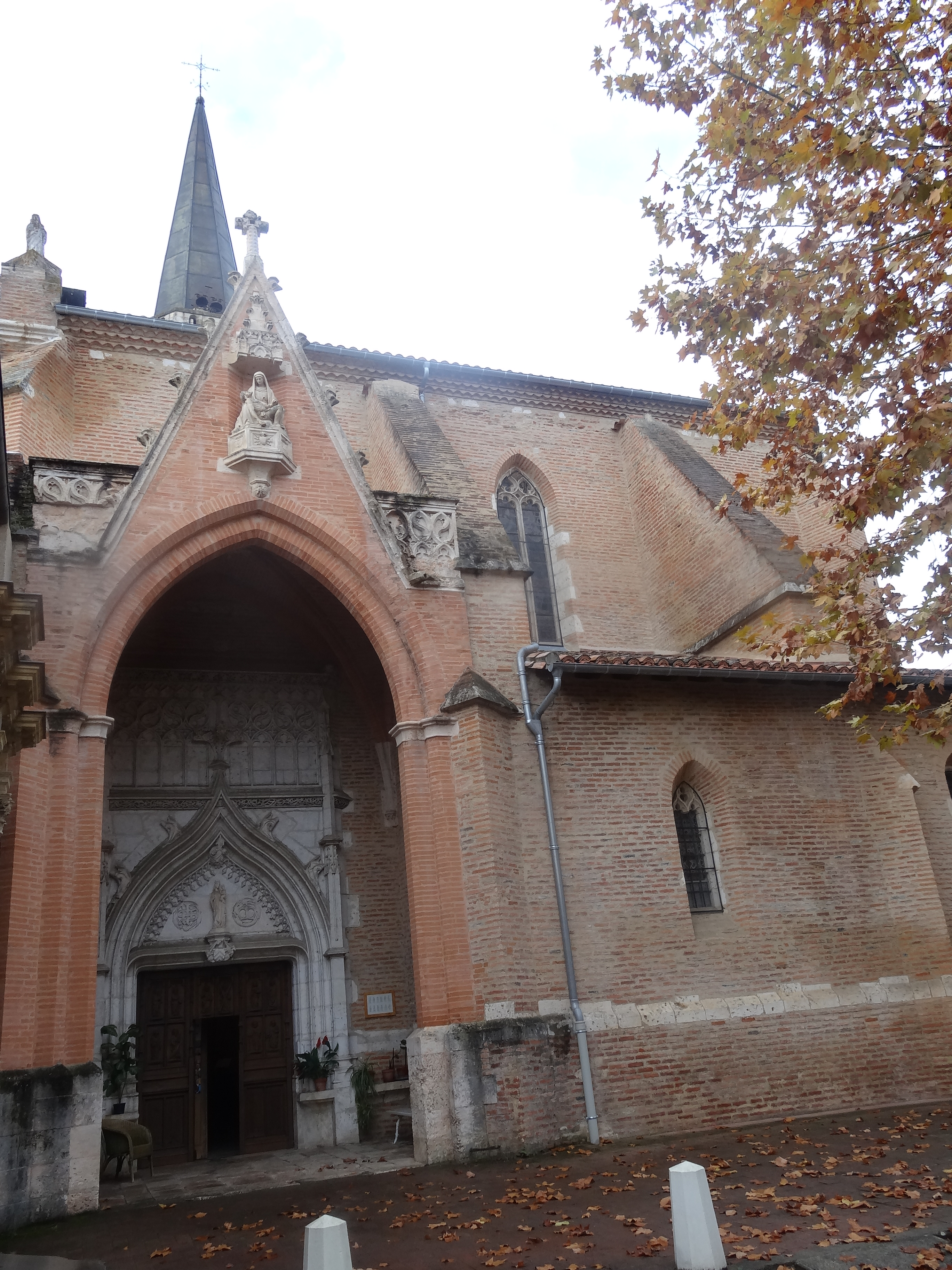
Le porche.
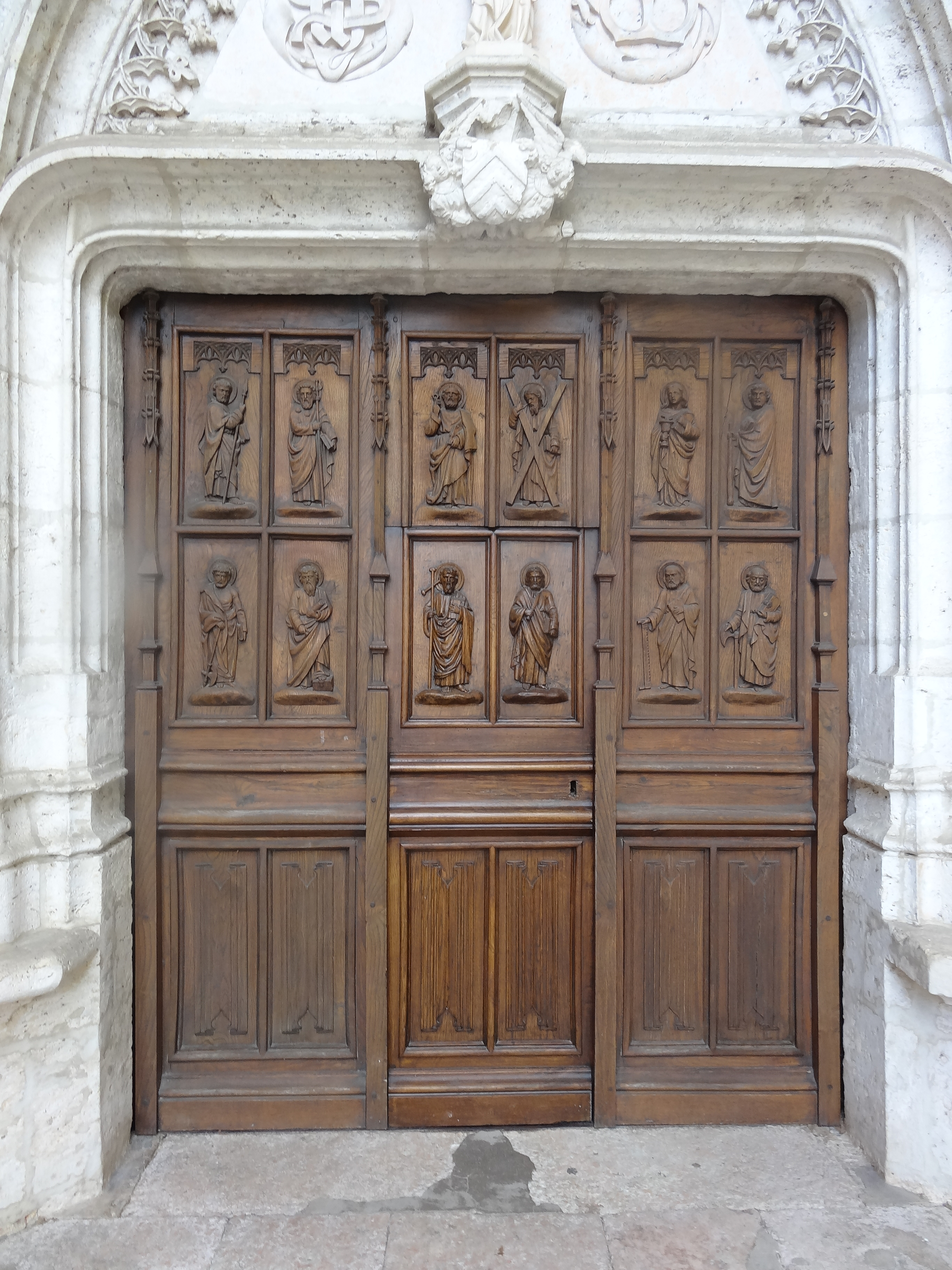
La porte d'entrée avec les douze apôtres sculptés.
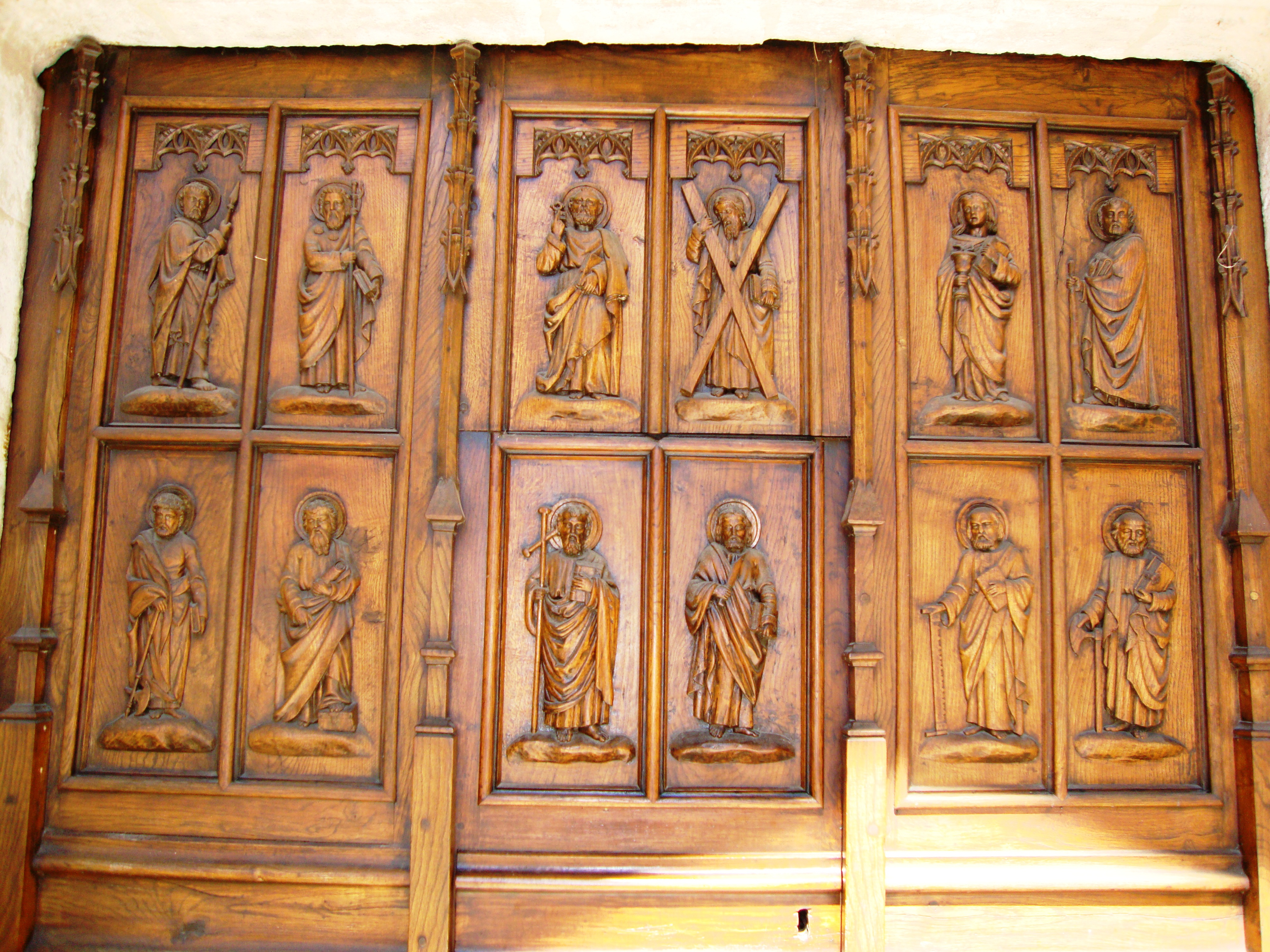
Détails de la porte.
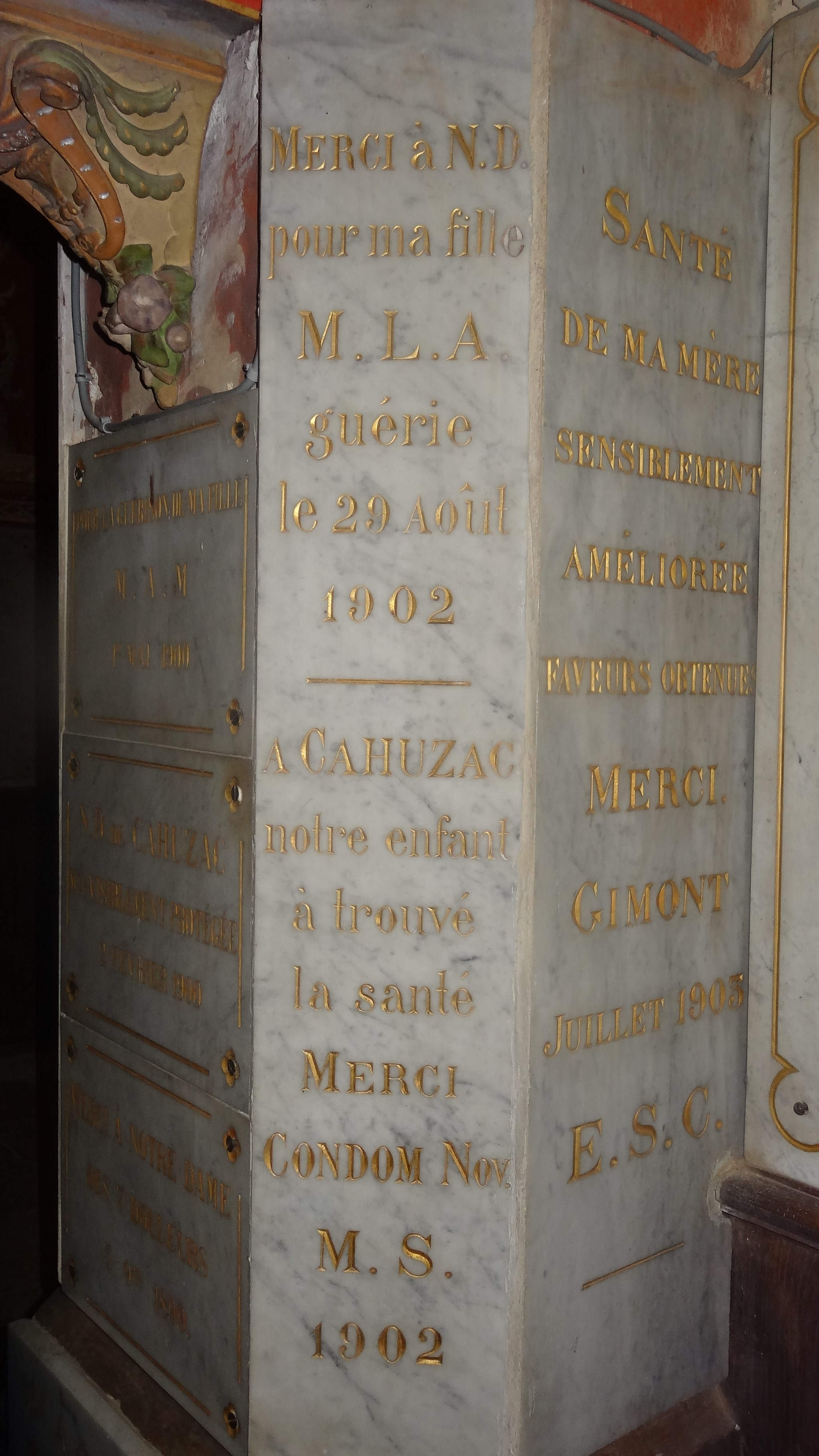
Plaques de marbres.
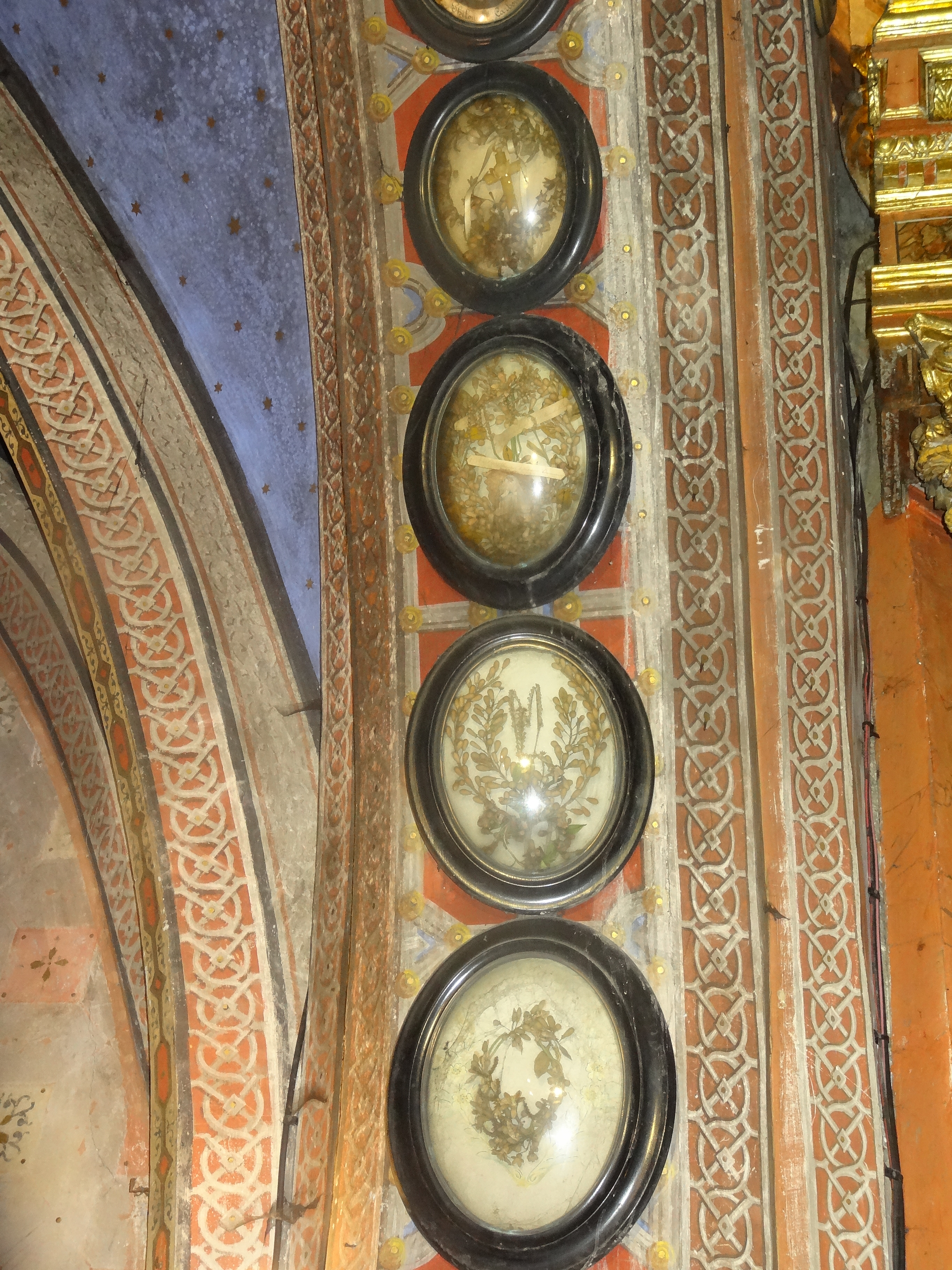
Médaillons reliquaires.
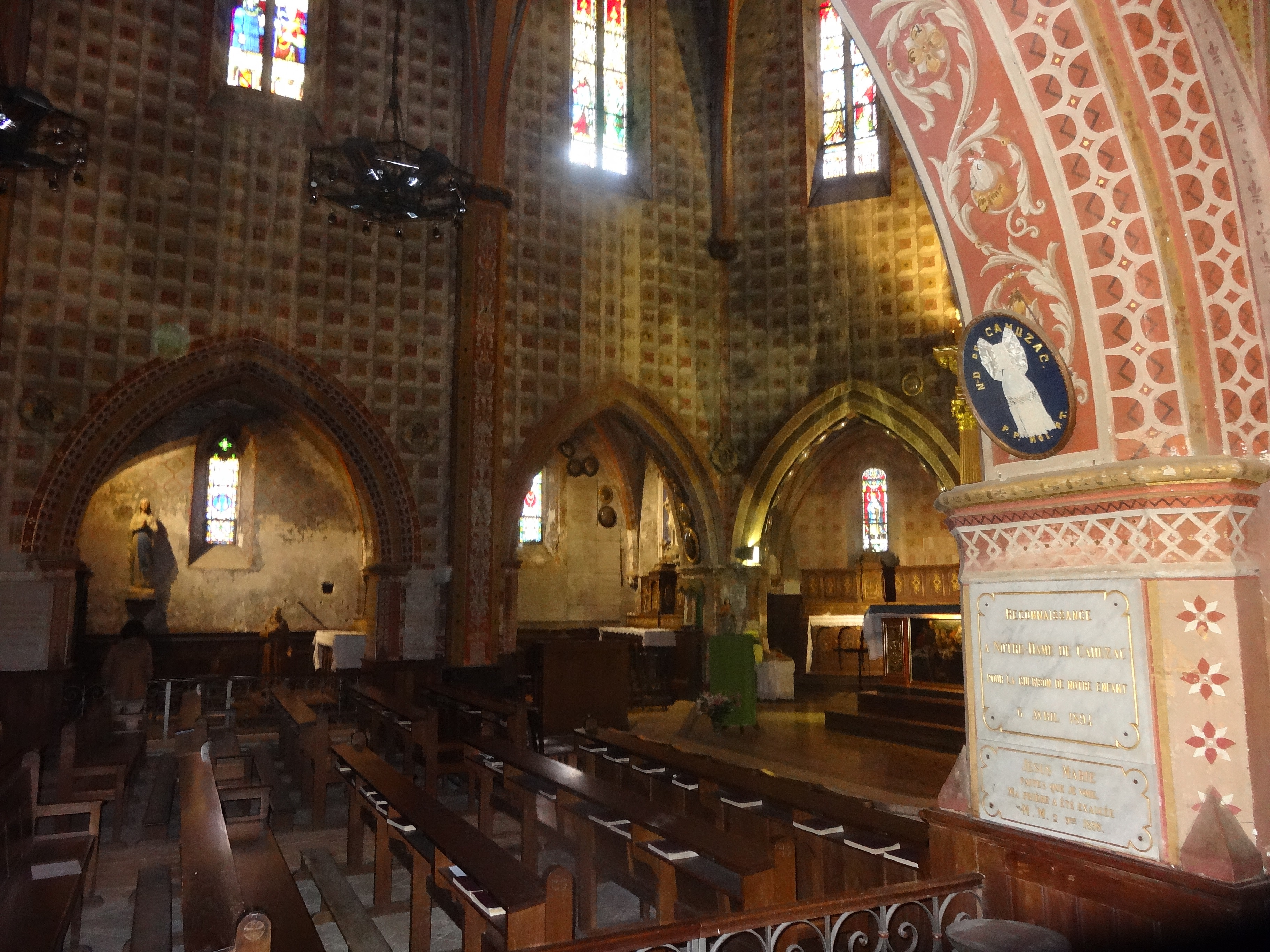
La nef vue d'une chapelle.